# Пода (Бургас)
Вижте пояснителната страница за други значения на Пода.
Пода, също Под или Подът, е блатна местност с оттока (пороса) на Мандренското езеро към Черно море в землището на Бургас.
Там се намира единствената смесена чаплова колония в близост до голям град.

## Местоположение
Местността Пода е разположена на юг от центъра на Бургас по продължението на международен път Е 87, близо до разклонението му за бургаския квартал Крайморие.

## История
Името на местността произлиза от дървен сал – „под“, теглен от въже, посредством който се преминавало през пороса на езерото Мандра до началото на 20 век. Според Стоян Шивачев Подът, който се намира на най-югозападния край на Бургаския залив, близо до Порос (Порос или Форос, днес Крайморие), западно от и на 8 км от Бургас, е поставен между сушата и блатистия западен край на залива и Мандренска река, която близо до него се влива в залива е един вид груб и от дебел материал сал – плот. Той е поставен върху малкия, но дълбок проток (на места 10 метра), който съединява Пороското пристанище и Мандренското блато (днес Узунгерен), южно-югозападно от Бургас и западно от Порос.
Първият железен мост, пресичащ оттока на Мандренското езеро е построен през 1904 – 1905 година. Монтажът му е ръководен от германския предприемач Едуард Наудашер, а кесоните в основата му са първата стоманобетонна конструкция в България.

## Защитена местност
През 1989 година със заповед на Министерството на околната среда и водите част от местността е обявена за защитена и предоставена за стопанисване и управление на Българското дружество за защита на птиците (БДЗП). Така става първата защитена територия в България, предоставена за стопанисване на неправителствена организация. БДЗП изготвя и изпълнява дейностите по приетия от Министерския съвет План за управление, превръщайки ЗМ „Пода“ в модел за устойчива природозащита, екологично образование, информиране на посетителите и природосъобразен туризъм. Тези дейности се осъществяват от създадения от БДЗП през 1997 г. първи в България Природозащитен център „Пода“.
През 1994 г. защитената местност - лиман е обявена за КОРИНЕ място, а през 2002 г. за влажна зона с международно значение (Рамсарски обект). Включена е и в Европейската екологична мрежа Натура 2000 в рамките на природен комплекс „Мандра – Пода“. Природозащитният център „Пода“ е един от 100-те Национални туристически обекта.
Площта на защитената местност „Пода“ е 100,7 – 107 хектара. В нея са наблюдавани 273 вида птици, което я нарежда сред най-богатите в орнитологично отношение местности в Европа. Мястото е съхранило огромно количество биоразнообразие, въпреки разположението си в административните граници на град Бургас:
- 161 таксона низши растения,
- 231 вида висши растения,
- 168 вида безгръбначни,
- 6 вида риби,
- 16 вида земноводни и влечуги,
- 273 вида птици,
- 18 вида бозайници.

Там се намира единствената по българското Черноморско крайбрежие смесена чаплова колония от бяла лопатарка, блестящ ибис, нощна, червена, сива, гривеста и малка бяла чапли. В самата защитена местност има три основни типа местообитания – хабитати със сладка вода, със солена вода и бракични водоеми, а през по-сухи години в защитената местност възникват и малки свръхсолени водоеми. Гнездящите в защитената територия видове са 46, като най-атрактивни са речните рибарки, малките бели и сивите чапли, големите корморани, белите лопатарки и блестящите ибиси, различните видове потапници и патици, тръстиковия блатар и много други. През зимните месеци местността привлича с хранителните си условия нирци, гмурци, звънарки, сиви патици, качулати потапници. В края на лятото могат да се наблюдават речни рибарки, дъждосвирци, брегобегачи, водобегачи, кокилобегачи, чайки, стридояди и други.
През зимата в залива Форос към ЗМ „Пода“ могат да се наблюдават световно застрашените къдроглав пеликан и тръноопашата потапница, както и малък корморан, морски орел и други застрашени от изчезване видове птици, а самата защитена територия е убежище на големи бели чапли и на десетки хиляди патици и потапници.
Над ЗМ „Пода“ преминава и вторият по големина в Европа миграционен път на птиците, Виа Понтика, като годишно оттук прелитат 75% от европейската популация на белия щъркел (над 250 000 екземпляра), 100% от популацията на розовия пеликан (над 40 000 екземпляра) и над 100 000 индивида от над 32 вида хищни, значителен брой водоплаващи и милиони пойни птици.
В местността освен птици се срещат и други редки представители на българската природа. Тук е едно от най-големите находища на пъстрия смок — най-голямата змия в страната, етруската земеровка — най-малкия бозайник в света, екзотичната нутрия и световнозастрашената видра.

## Природозащитен център
Природозащитният център „Пода“ е изграден през 1997 г. от Българското дружество за защита на птиците (BirdLife България) по проект в рамките на Българско-швейцарската програма за опазване на биоразнообразието и с финансовата подкрепа на:
- Правителството на Швейцария
- Швейцарската асоциация за опазване на птиците (БърдЛайф Швейцария)
- Група Ланиус, Швейцария
- Европейски природозащитни награди „Хенри Форд“

Центърът е многофункционален и разполага с:
- постоянна интерактивна изложба, представяща биологичното разнообразие на защитената местност и на Бургаските влажни зони;
- добре оборудвана лекционна зала с допълнителна изложбена площ;
- богата орнитологична библиотека;
- малък магазин за книги, орнитологични пособия, сувенири и безалкохолни напитки;
- бинокли и далекогледни тръби, с които всеки посетител може да наблюдава птиците;
- обширни тераси, от които птиците могат да бъдат наблюдавани, без да се безпокоят – най-голямото предимство на центъра;
- специални укрития за наблюдаване и фотографиране на птици.

Природозащитният център „Пода“ представлява средище за генериране на природозащита за целия район на Бургас, като освен стопанисването на самата защитена местност, центърът организира и ключови дейности за опазването и на останалите части на Бургаските влажни зони.
За посещения местността Пода е отворена целогодишно. В нея има няколко обособени маршрута, по които могат да се наблюдават редките видове птици, без да бъдат обезпокоявани. Има покрити укрития, които дават възможност за ползване независимо от метеорологичните условия. През 2012 година е построена и 7-метрова кула за наблюдение на птици в северната част на местността.
Ежегодно в ПЗЦ „Пода“ се провеждат изследвания върху мигриращите птици, организират се семинари, орнитологични олимпиади и природозащитни бригади в Атанасовското езеро. Интересни видове птици могат да бъдат наблюдавани по всяко време на годината, а най-добрите месеци за наблюдение на прелета са март, април, май, август, септември и октомври.